# Wimereux (gemeente)

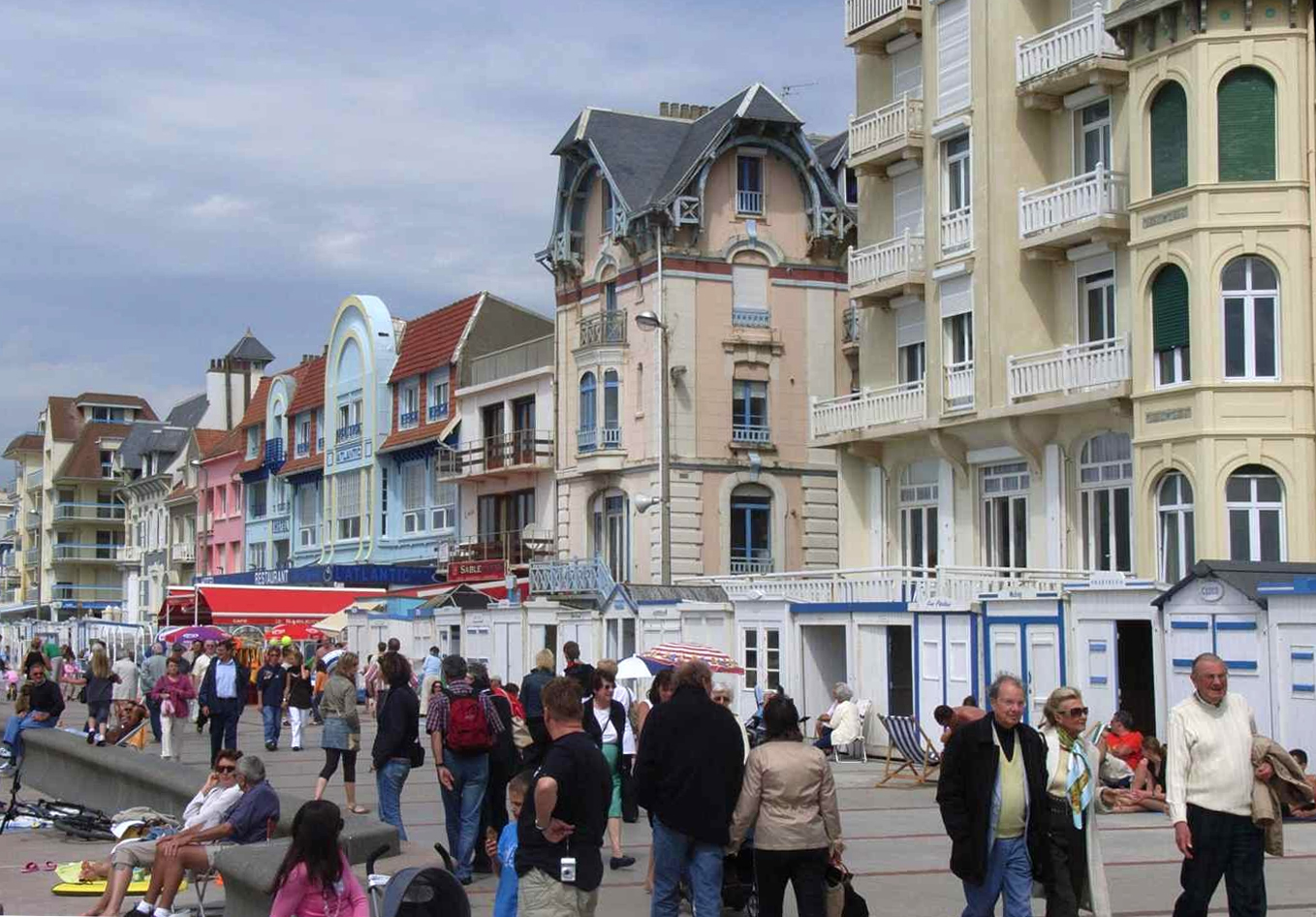
Zeedijk van Wimereux

Wimereux (Nederlands: Wimeruwe, Picardisch: Wimraw) is een gemeente in het Franse departement Pas-de-Calais (regio Hauts-de-France). De plaats maakt deel uit van het arrondissement Boulogne-sur-Mer. In de plaats mondt de gelijknamige rivier (Wimeruwe) uit in Het Kanaal. Wimereux telde op 1 januari 2022 6.307 inwoners.
De naam klonk oorspronkelijk meer Vlaams; in de 13e eeuw schreef men Wimmerrewe of Wimerreuwe.

## Geschiedenis
In de 9e eeuw werd de plaats Wimerenc genoemd, in 1278 was het Wimerreuwe.
Al ongeveer 600.000 jaar v.Chr. was er sprake van bewoning, getuige vondsten van vuurstenen werktuigen.
In de middeleeuwen behoorde Wimereux tot het graafschap Boulogne, maar het lag vanaf 1347 vlak bij door Engeland bezet gebied.
Een belangrijke gebeurtenis speelde zich af in 1785, toen Jean-François Pilâtre de Rozier en Pierre-Ange Romain bij een poging per luchtballon (toen nog aérostat genaamd) Het Kanaal over te steken, neerstortten. In 1853 werd op deze plaats een obelisk opgericht.
Te Pointe-aux-Oies, 2 km ten noorden van Wimereux, ontscheepte in 1840 de latere Napoleon III zich, teneinde een staatsgreep voor te bereiden, die echter mislukte.
Experimenten met een radioverbinding naar Engeland werden vanuit Wimereux uitgevoerd, en men was in staat om over een afstand van 48 km een radioverbinding tot stand te brengen, een toenmalig record.
Vanaf omstreeks 1850 ontwikkelde Wimereux zich tot een belangrijke badplaats. In 1899 splitste Wimereux zich, als nieuwe stad, af van de gemeente Wimille waar het tot dan toe bij had gehoord. De ouders van Charles de Gaulle verbleven er regelmatig, samen met de kleine Charles.
Tijdens de Tweede Wereldoorlog werd de badplaats gedeeltelijk vernield, maar sindsdien is de badplaats weer tot bloei gekomen en ontwikkelde Wimereux zich tevens tot een voorstad van Boulogne-sur-Mer.

## Bezienswaardigheden
- Een aantal merkwaardige villa's uit het Belle époque.
- De Onze-Lieve-Vrouw-Onbevlekt-Ontvangenkerk (Église de l'Immaculée Conception)
- Prehistorische site te Pointe-aux-Oies.
- Het Fort de la Crèche
- Het Fort de Croÿ van 1787-1788, tegenwoordig verwoest.
- Op de gemeentelijke begraafplaats ligt een uitgebreid perk met meer dan 3.000 Britse en Duitse gesneuvelden uit de Eerste of Tweede Wereldoorlog.
- Het Monument voor het Légion d'Honneur.

### De villa's

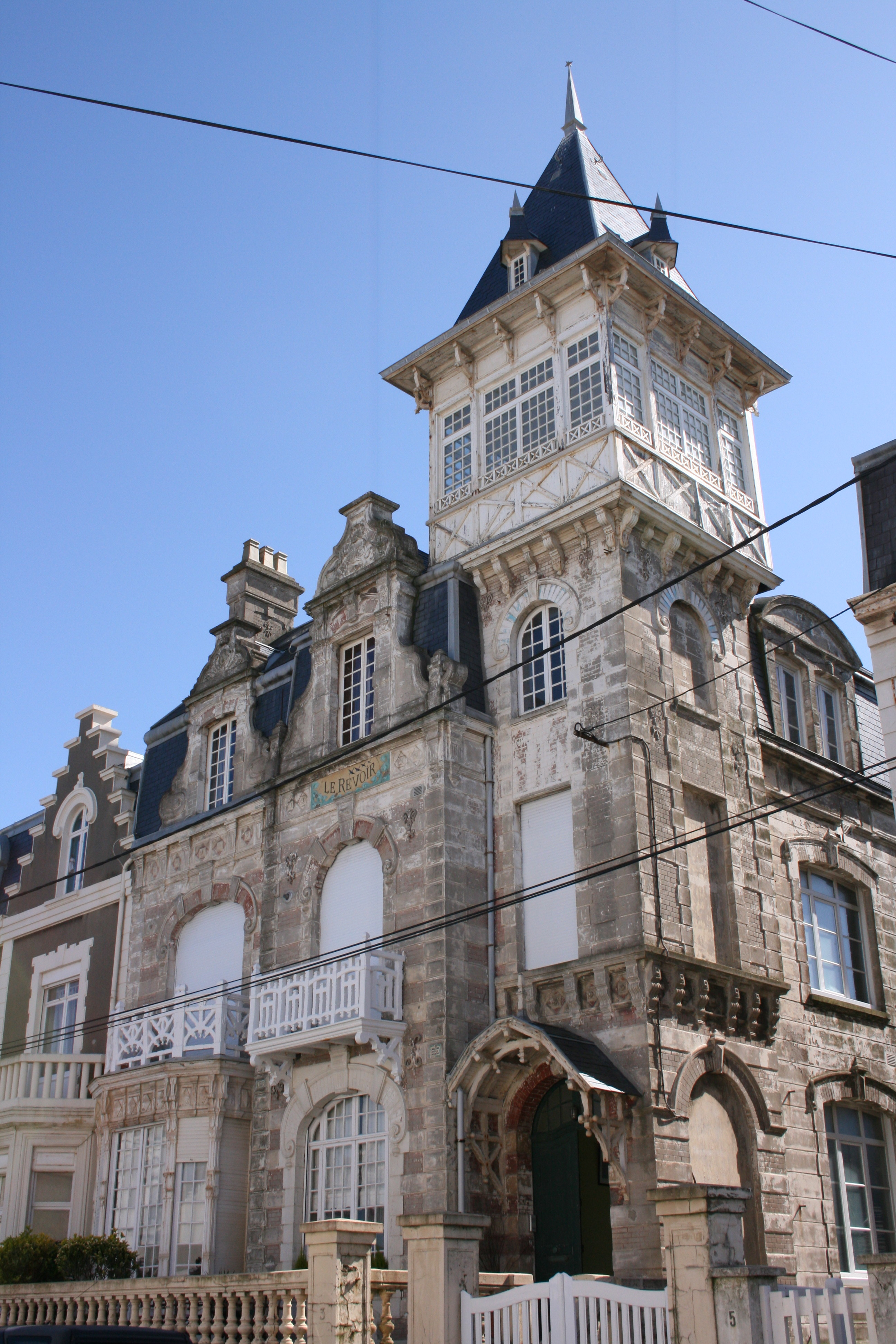
Villa Le Revoir
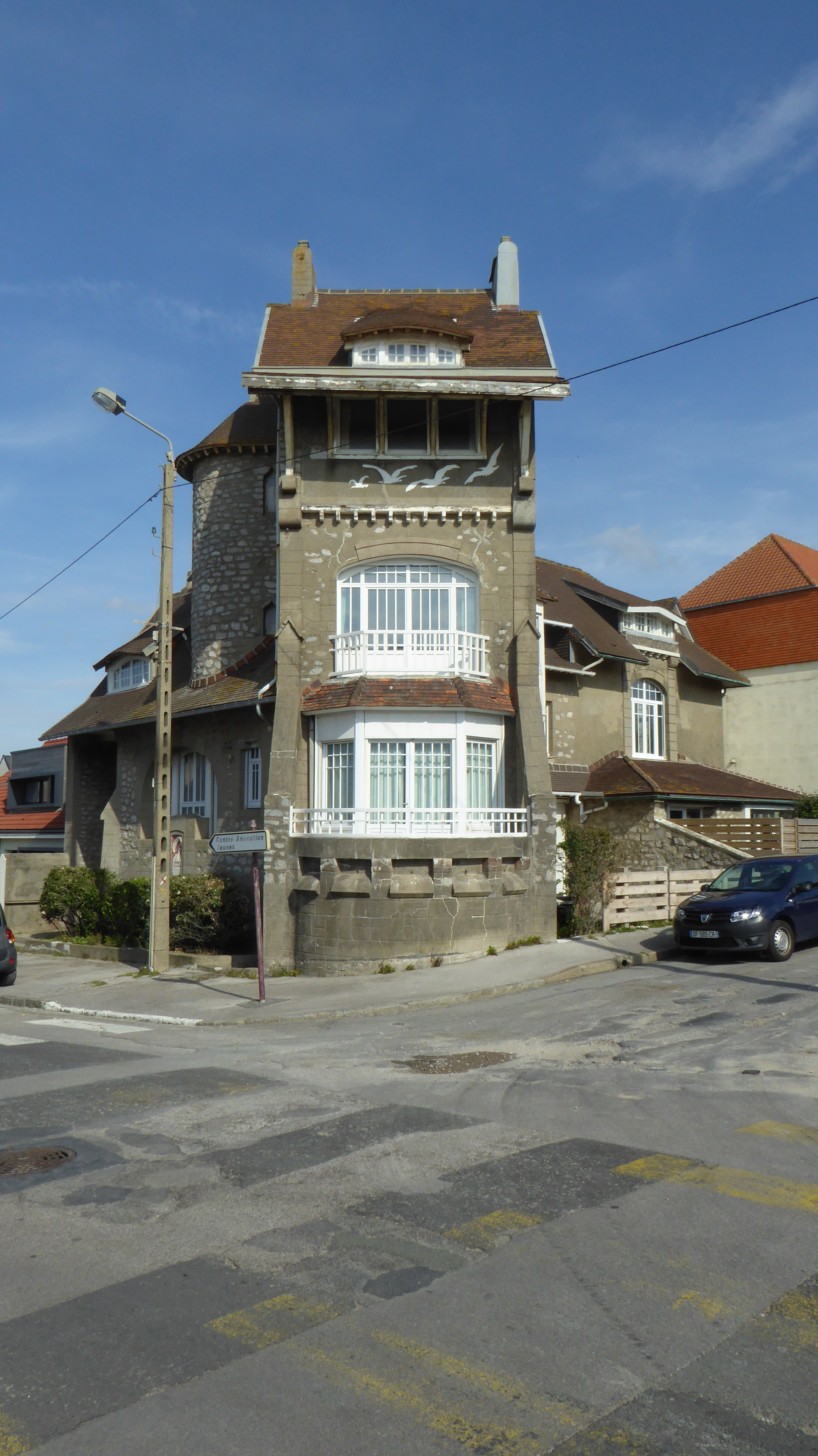
Villa Le Lutétia
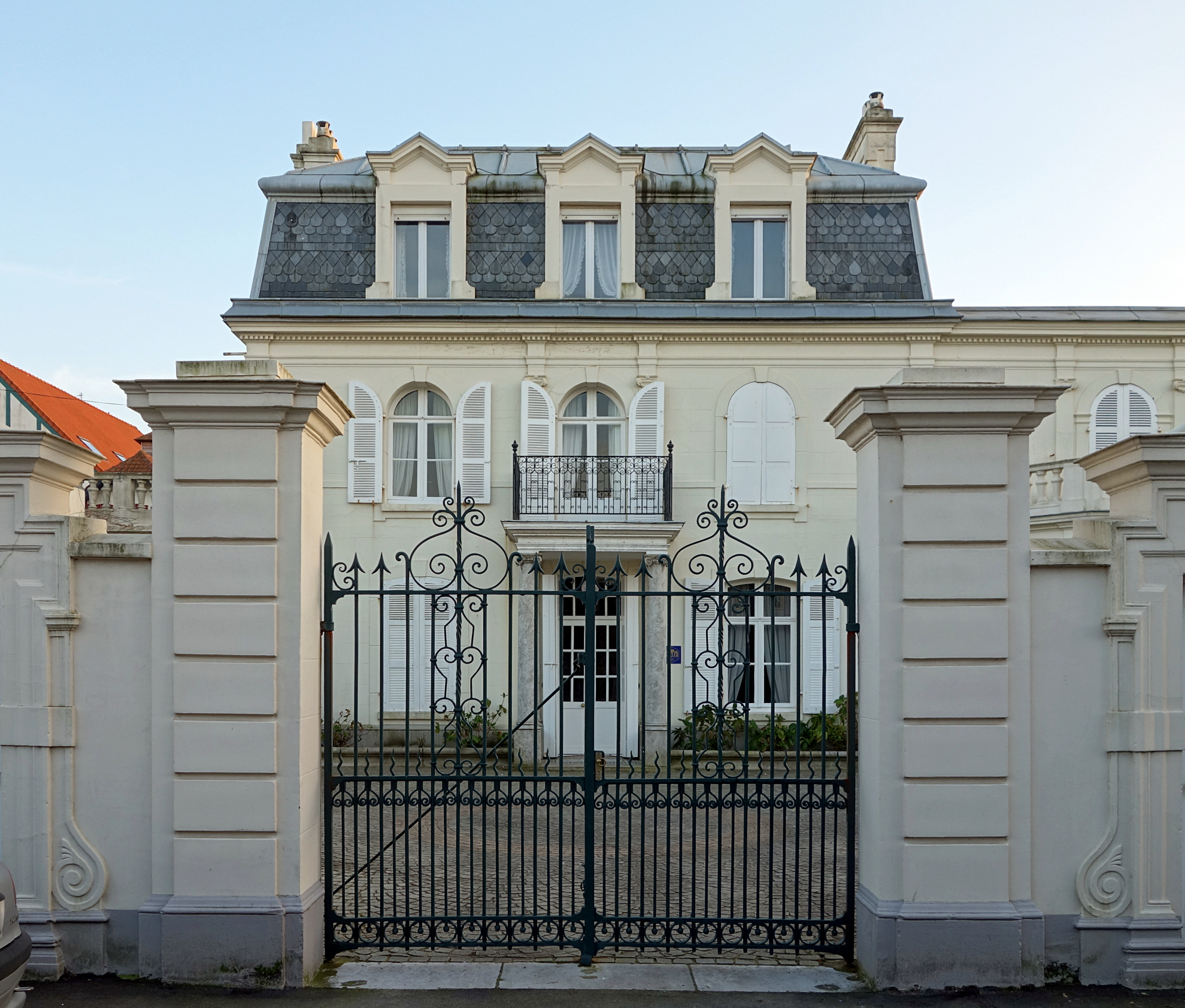
Villa La Mauricienne
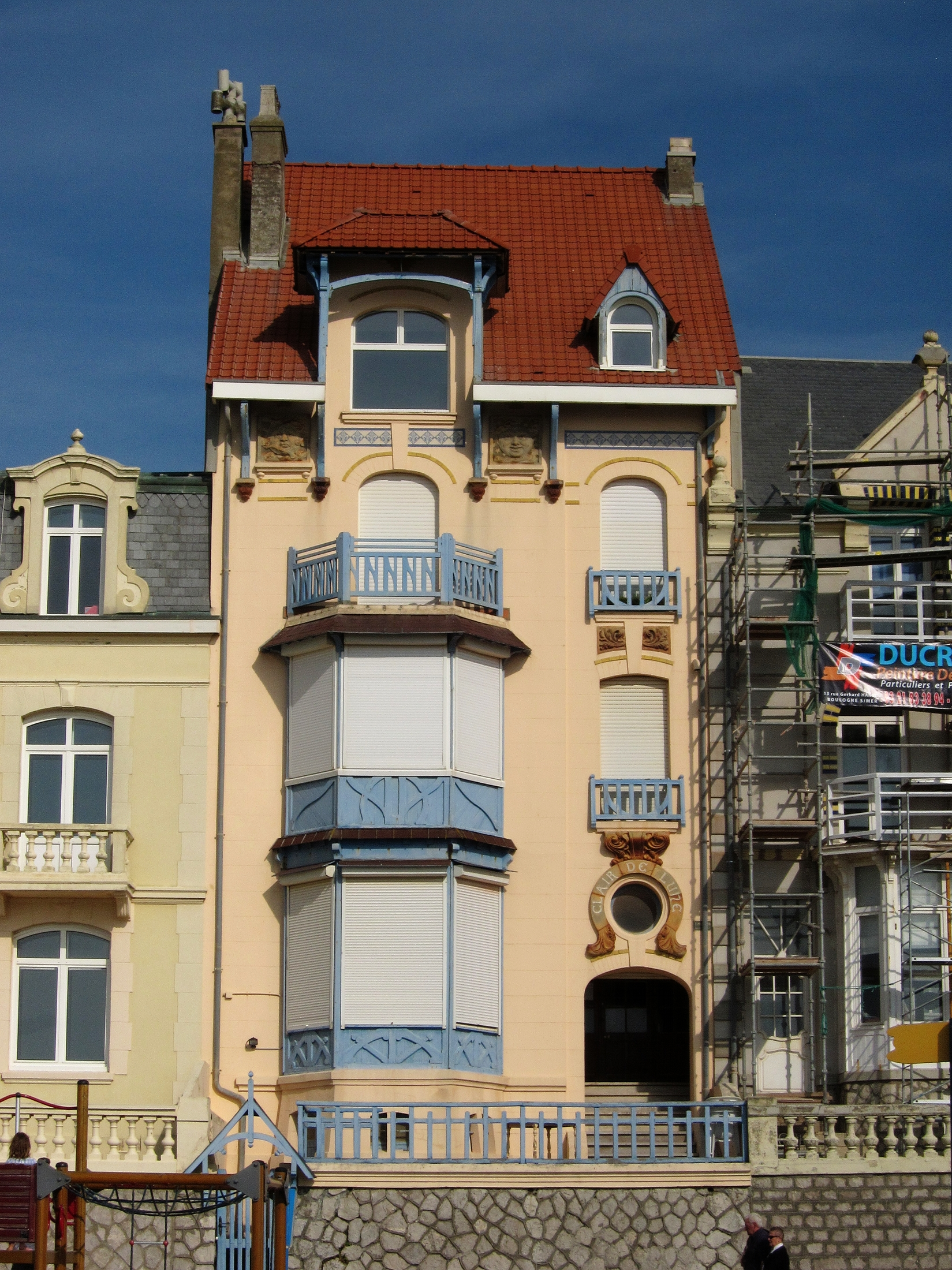
Villa Clair de Lune
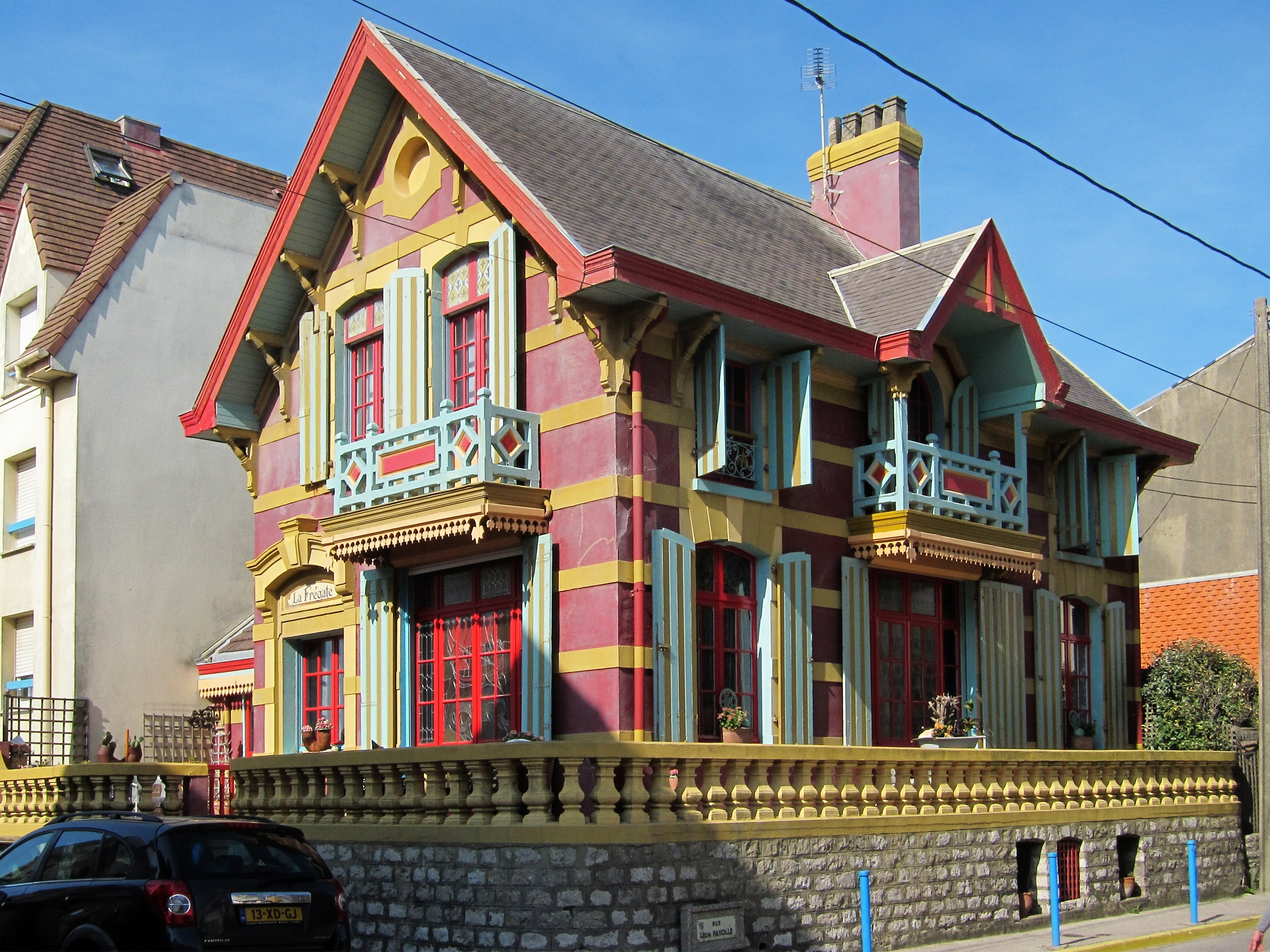
Villa La frégate
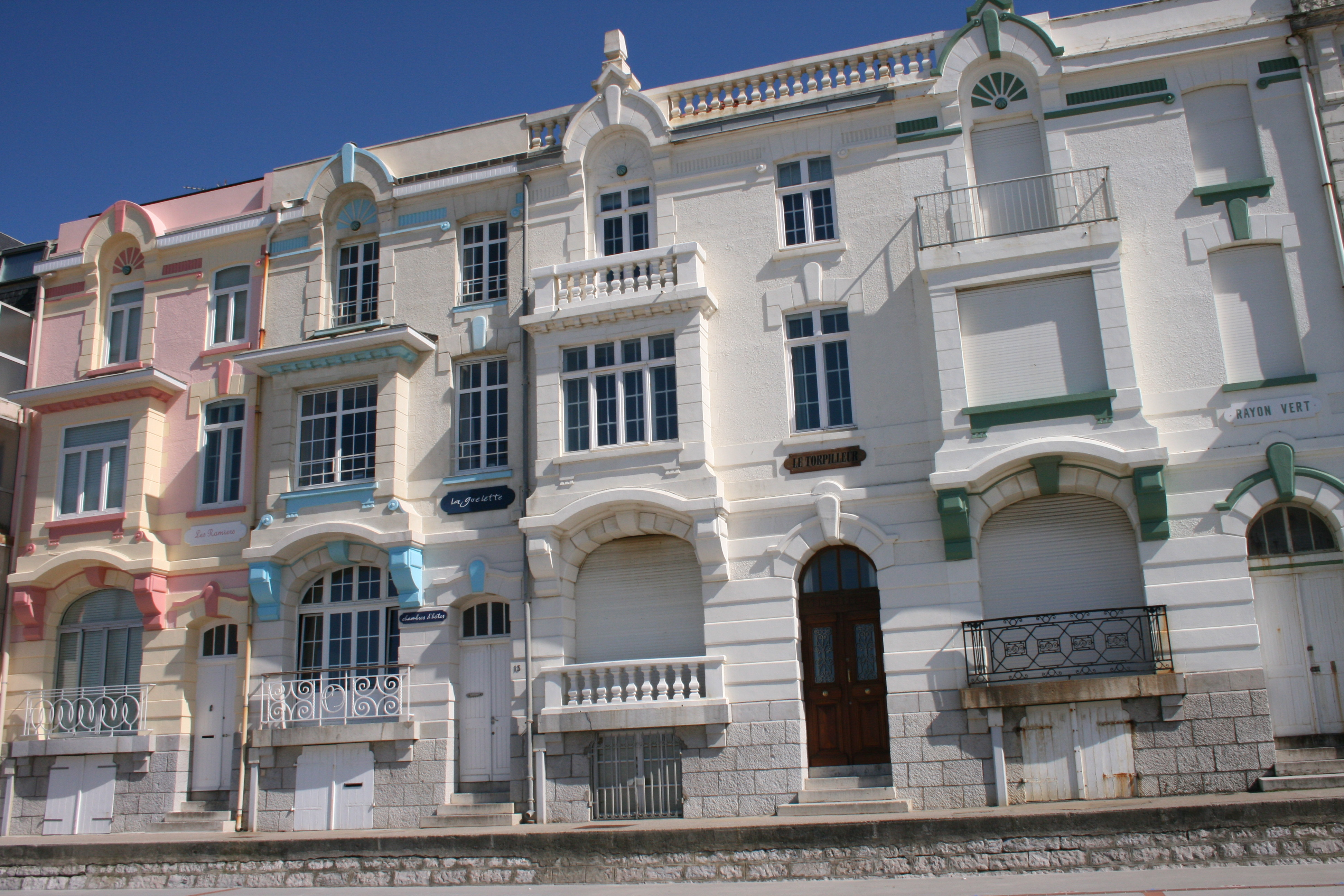
Villas Ramiers, Goélette, Torpilleur et Rayon Vert
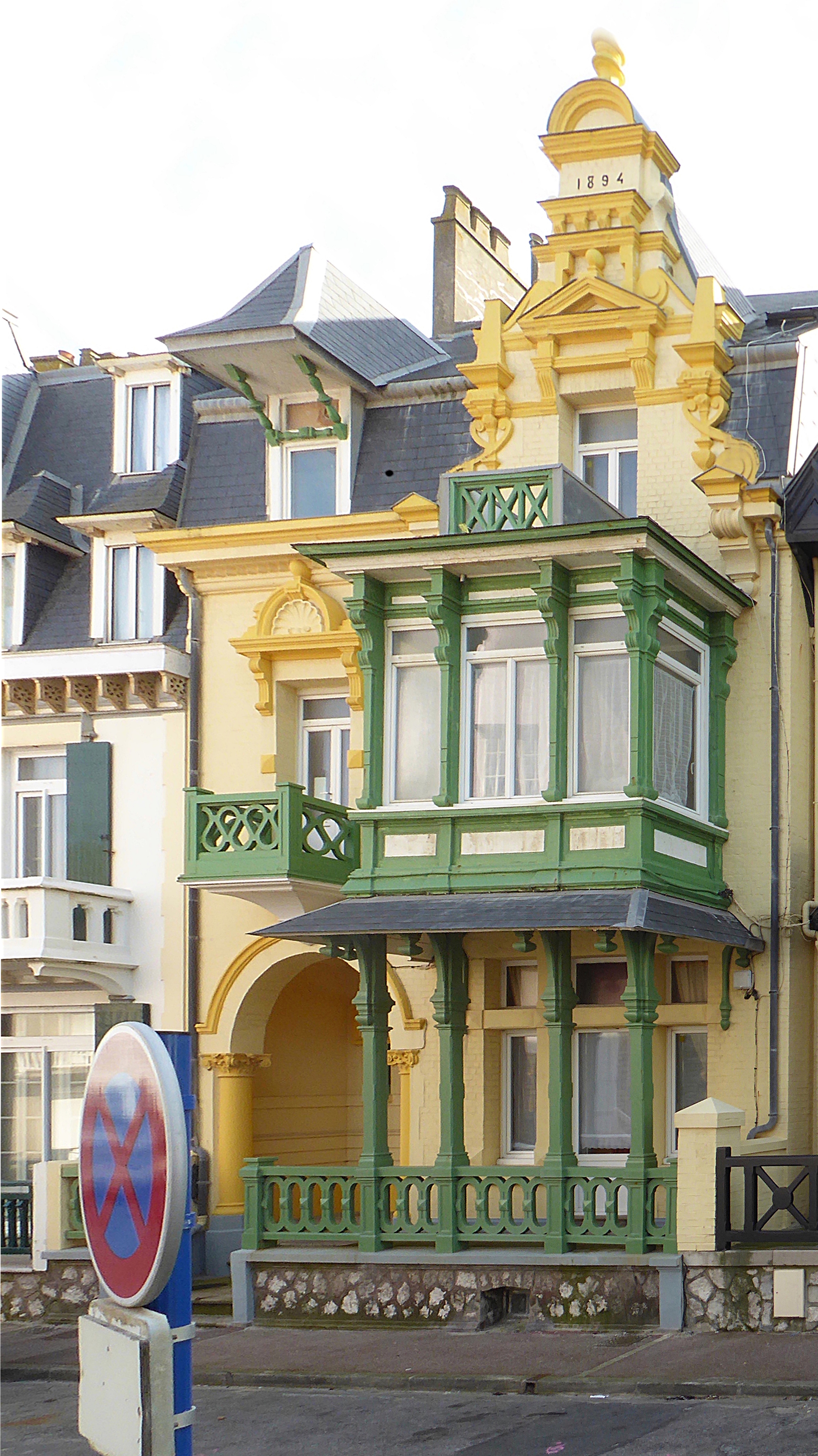
Villa Martin Pêcheur
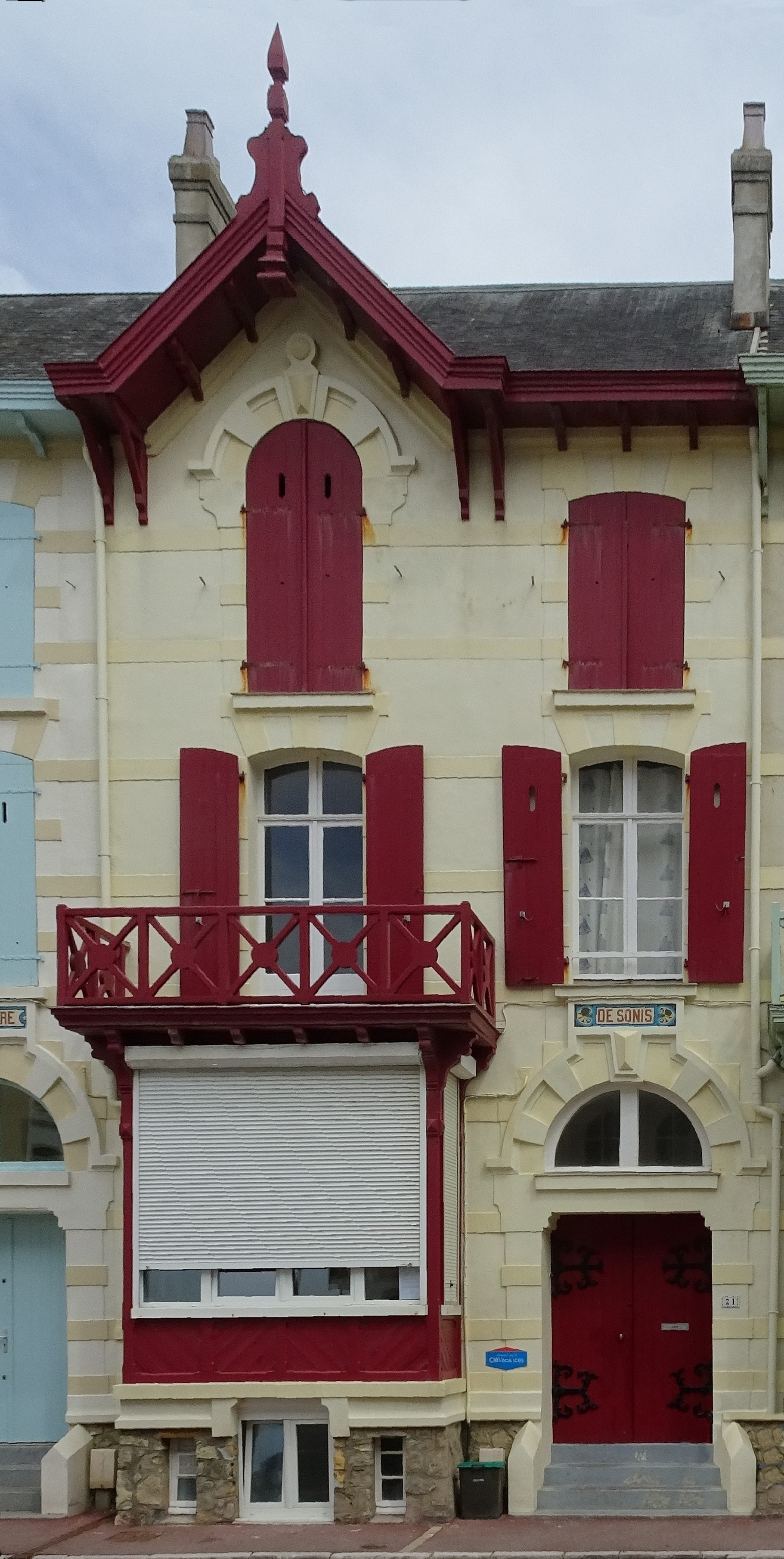
Villa Desonis
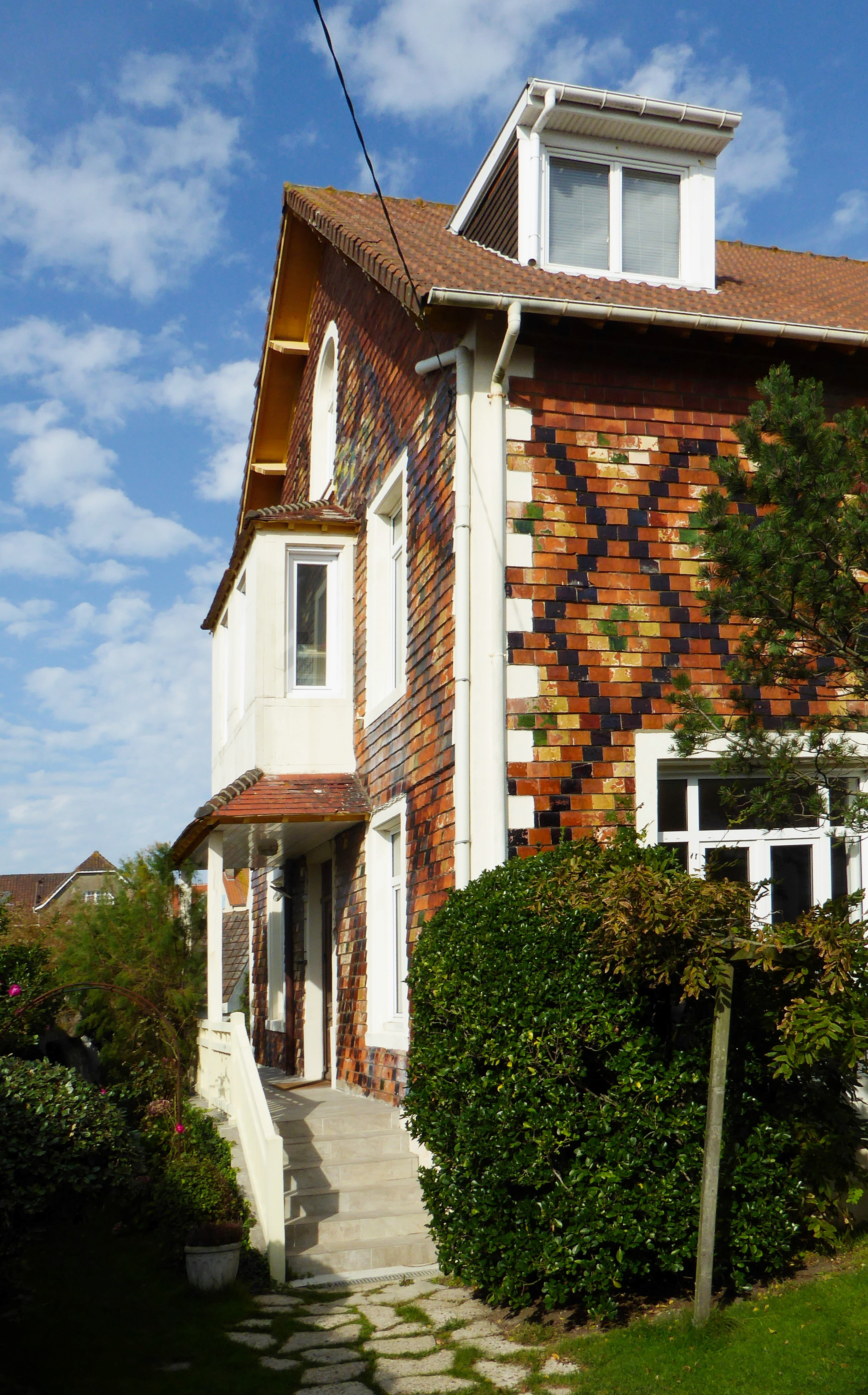
Villa Gabrielle, puis Villa Guby
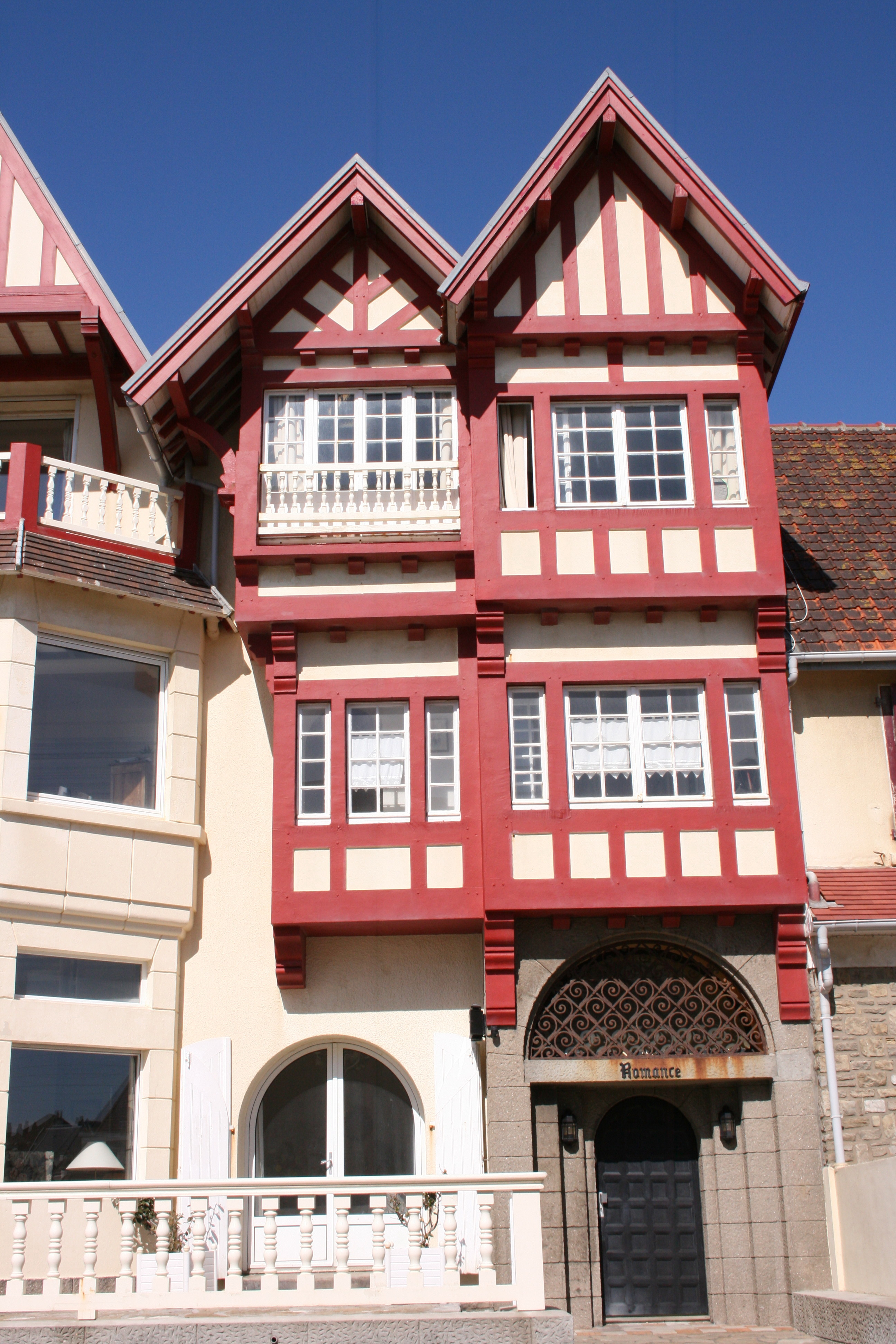
Villa Romance
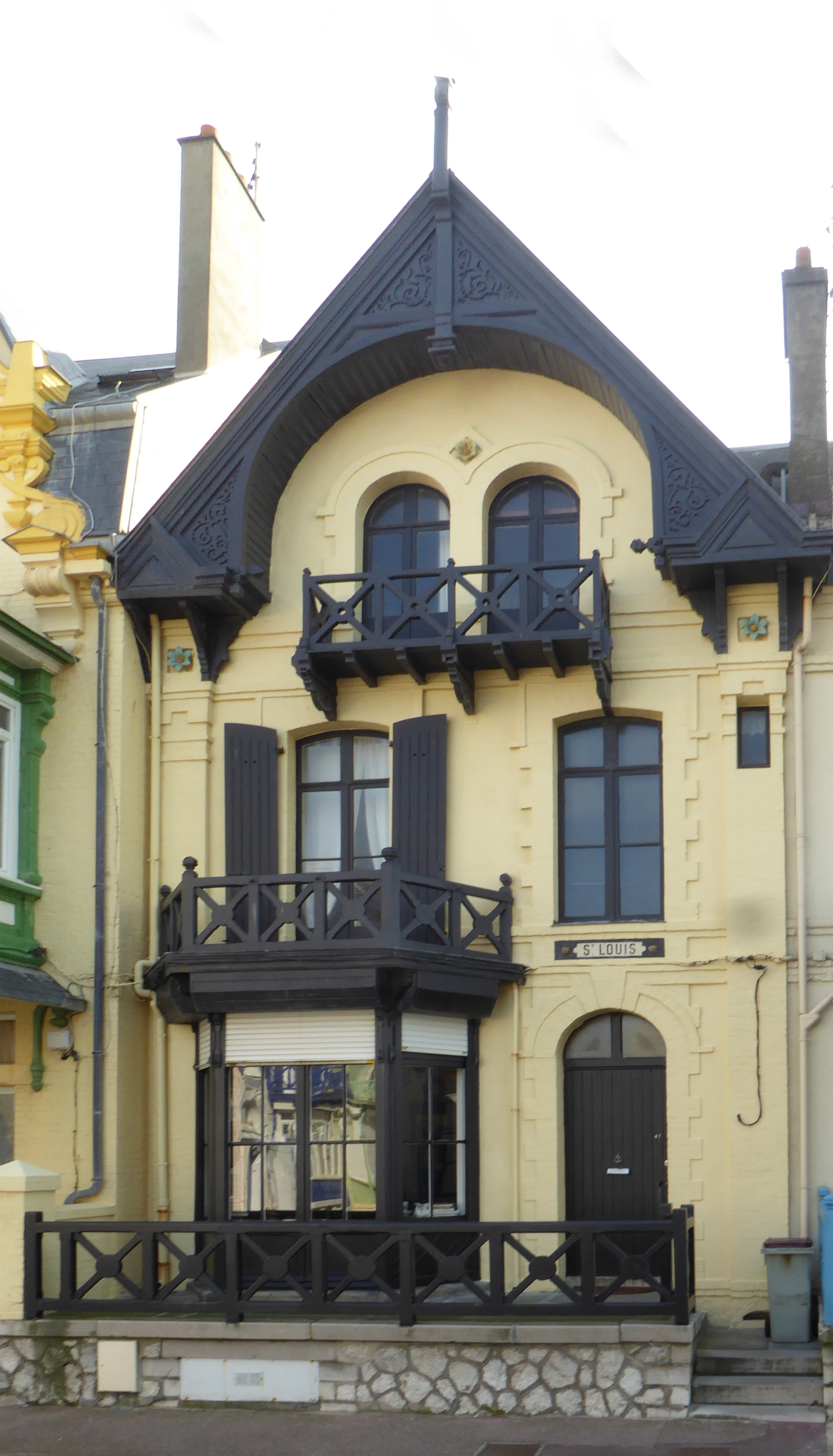
Villa Saint-Louis
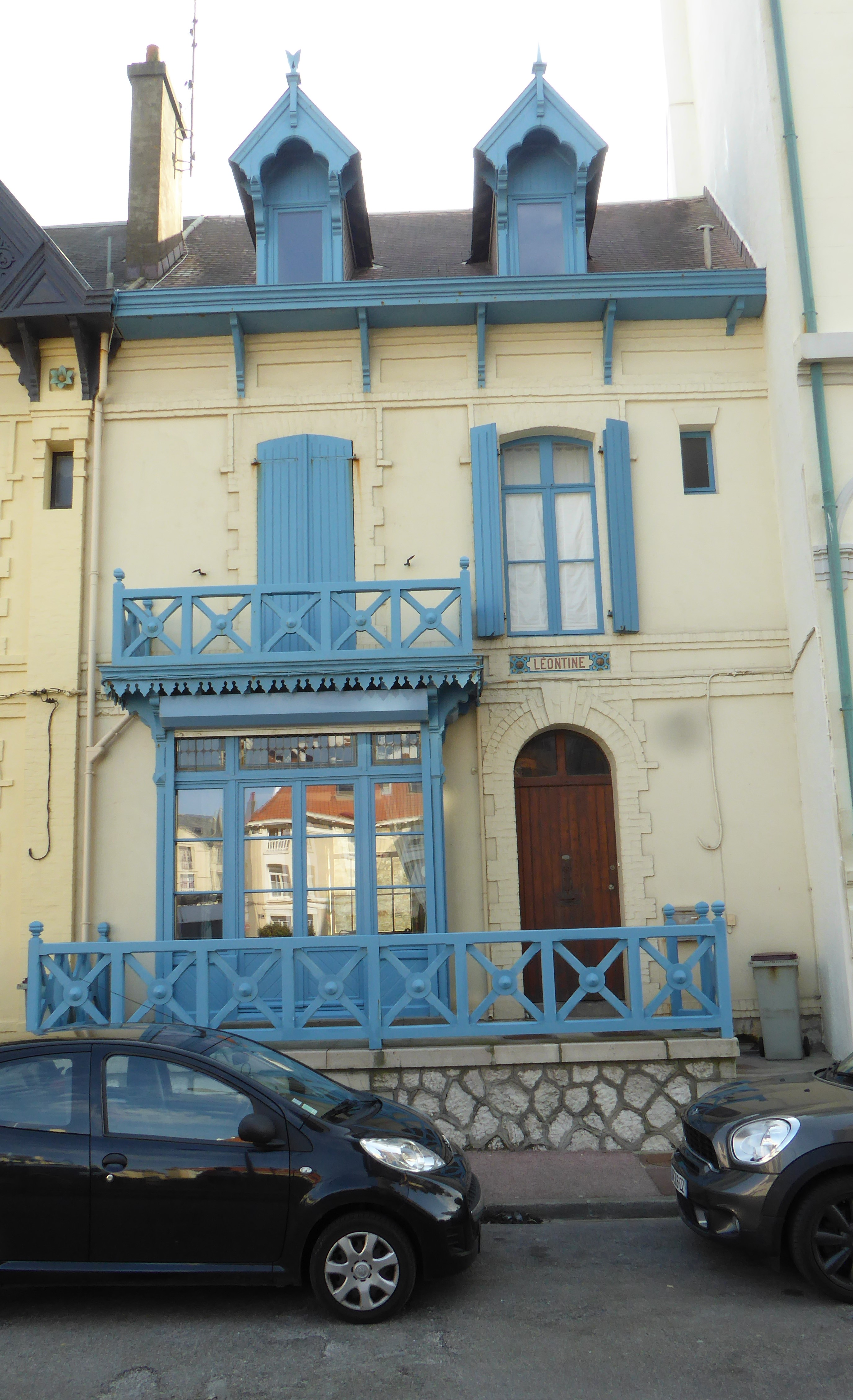
Villa Léontine

## Geografie
De gemeente ligt aan de Opaalkust. De oppervlakte van Wimereux bedroeg op 1 januari 2022 7,71 vierkante kilometer; de bevolkingsdichtheid was toen 818 inwoners per km².
De gemeente ligt op een hoogte van 0-71 meter. De stad ligt dicht bij Het Kanaal en wordt beschermd tegen de zee door een dijk. De stad wordt aan twee zijden door klifkusten omgeven: in het zuiden door Pointe de la Crèche en in het noorden door Pointe aux Oies. Het riviertje de Wimereux mondt hier uit in zee.
Duinen en klifkusten zijn beschermd.

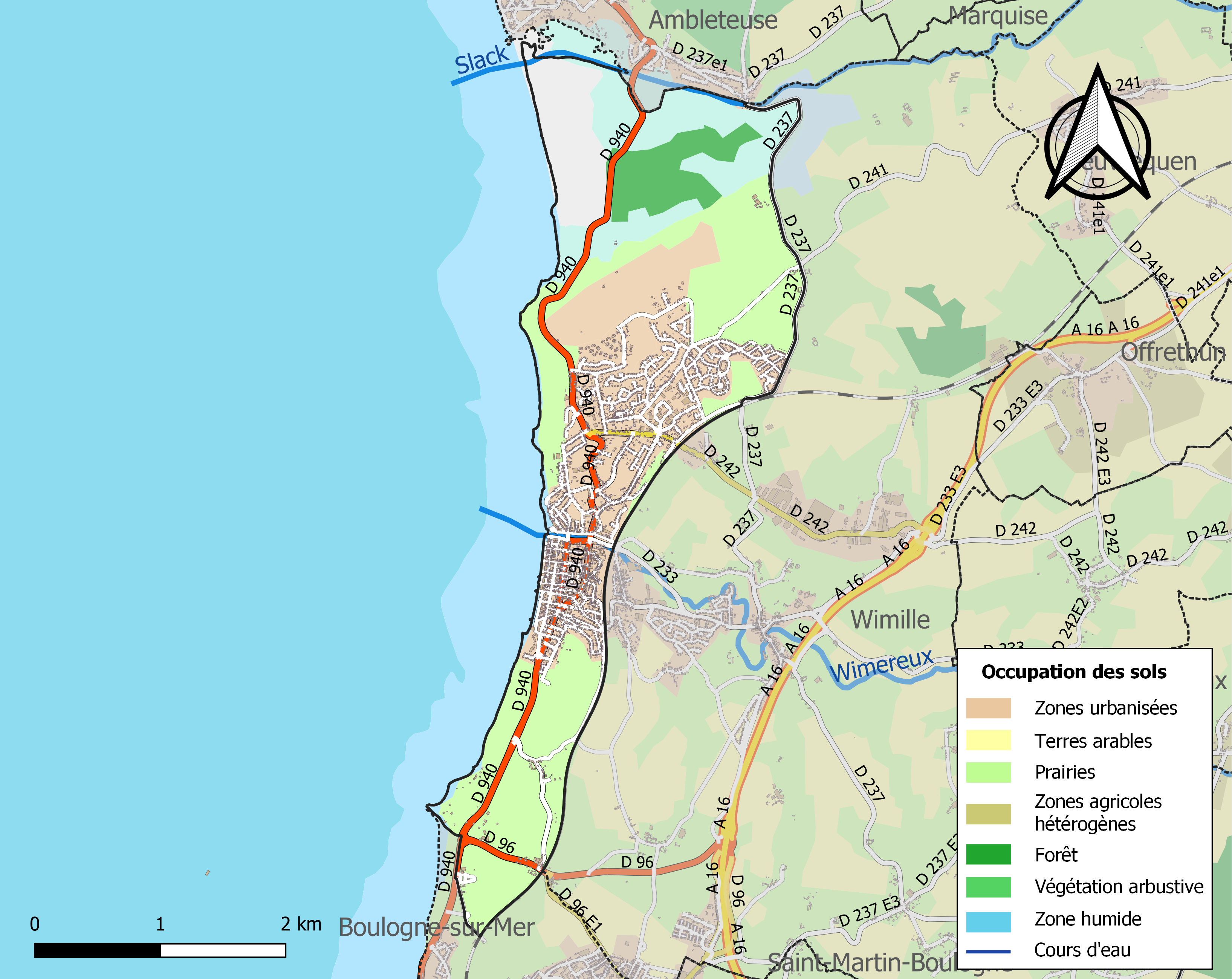
Kaart van de gemeente met belangrijkste infrastructuur, bodemgebruik en omliggende gemeenten

## Verkeer en vervoer
In de gemeente ligt spoorwegstation Wimille-Wimereux.

## Demografie
Onderstaande figuur toont het verloop van het inwonertal (bron: INSEE-tellingen).

## Nabijgelegen kernen
Boulogne-sur-Mer, Wimille, Ambleteuse